# Le Dernier Bateau
Pour les articles homonymes, voir Bateau (homonymie).
Le Dernier Bateau est un journal manuscrit et illustré des tranchées créé par deux dessinateurs, Jean-Jacques Rousseau et Paul Frédus, dont le premier numéro paraît le 15 septembre 1915. Le treizième et dernier numéro sort en octobre 1917. Le journal appartient à la compagnie 18/4 du 2e régiment de génie militaire,.